# (6799) Citfiftythree
(6799) Citfiftythree est un astéroïde de la ceinture principale.

## Description
(6799) Citfiftythree est un astéroïde de la ceinture principale. Il fut découvert le 17 mai 1993 à l'observatoire Palomar par Eleanor Francis Helin. Il présente une orbite caractérisée par un demi-grand axe de 3,15 UA, une excentricité de 0,35 et une inclinaison de 20,0° par rapport à l'écliptique.

## Compléments